# عرم (الشعر)

تعديل مصدري - تعديل

عرم هي إحدى قرى عزلة العبس بمديرية الشعر التابعة لمحافظة إب، بلغ تعداد سكانها 164 نسمة حسب تعداد اليمن لعام 2004.